# 克維特涅韋 (斯克維拉區)
49°42′10″N 29°35′0″E / 49.70278°N 29.58333°E
克維特內韋（烏克蘭語：Квітневе）是位於烏克蘭北部的村莊，由基辅州白采爾克瓦區的斯克維拉市鎮負責管轄。該村面積0.74平方公里，海拔高度219米，2001年人口250，人口密度每平方公里337.8人。